# Tim Grohmann
Tim Grohmann (Dresda, 27 dicembre 1988) è un canottiere tedesco, vincitore della medaglia d'oro nel 4 di coppia a Londra 2012.

## Palmarès
- Giochi olimpici

Londra 2012: oro nel 4 di coppia.
- Campionati del mondo di canottaggio

2009 - Poznań: bronzo nel 4 di coppia.
2011 - Bled: argento nel 4 di coppia.
2013 - Chungju: argento nel 4 di coppia.